# 터커 반하트
터커 잭슨 반하트(Tucker Jackson Barnhart, 1991년 1월 7일 ~ )는 미국의 야구 선수로, 메이저 리그에 소속되어 있는 시카고 컵스의 포수이다.

## 선수 경력

### 신시내티 레즈
2009년에 입단한 반하트는 2013년 11월 20일에 40인 로스터에 등록이 되었다. 그리고 2014년 시즌 개막을 앞두고 주전 포수인 데빈 메소라코가 부상을 당하면서 개막전 로스터에 포함이 되었고, 4월 3일 세인트루이스 카디널스전에 출전하면서 메이저리그 데뷔전을 치르게 되었다. 또한 이틀 후에 열린 뉴욕 메츠와의 경기에서 메이저리그 데뷔 첫 안타를 기록하였다. 그 후 메소라코가 복귀하면서 마이너리그로 내려가게 되었다. 이후에도 메이저리그와 마이너리그를 오르내리면서 메이저리그 21경기에 출전하였다. 그리고 2015년과 2016년에도 메소라코의 부상으로 반하트가 선발 포수로 출장하는 경기가 각각 67경기, 106경기로 증가하면서 주전 포수가 되었다. 그리고 2017년에는 도루 저지율 44%를 달성하면서 메이저리그 평균인 27%보다 높은 수치를 기록하였고 이러한 활약을 바탕으로 소속팀인 신시내티 레즈와 4년 1600만 달러의 연장 계약을 체겨하였다. 또한 시즌 종료 후에는 커리어 첫 내셔널 리그 골드글러브를 수상하기도 했다. 2019년 시즌에는 부상으로 인하여 114경기에 출전하는데 그쳤고, 이 때의 부상으로 인하여 스위치 히터를 포기하고 좌타자가 되었다. 코로나19로 인해 60경기 단축 시즌으로 치러진 2020년 시즌에는 38경기에 출전하여 타율 0.203에 13개의 타점을 기록하는 등 공격에서는 부진하였지만, 수비에서 도루저지율 36%를 기록하는 등 좋은 모습을 보여 주었고, 시즌 종료 후에 2번째 내셔널 리그 골드글러브를 수상하였다. 2021년 시즌에는 유망주인 타일러 스티븐슨과 포수로 번갈아가면서 출전하였고, 116경기에 출전하여 0.247의 타율과 7개의 홈런 그리고 48개의 타점을 기록하였다. 특히 이 시즌에는 5월 7일에 치러진 클리블랜드 인디언스와의 경기에서 팀 동료인 웨이드 마일러와 노히트노런을 기록하기도 하였다.

### 디트로이트 타이거스
2021년 11월 3일에 당시 포수 보강을 원하고 있던 디트로이트 타이거스로 트레이드되었다. 그리고 2022년 시즌에 94경기에 출장하여 0.221의 타율을 기록하였다. 그리고 시즌 종료 후 FA 자격을 취득하였다.

### 시카고 컵스
2022년 시즌 종료 후 FA 자격을 취득하였고, 12월 22일에 시카고 컵스와 2년 650만 달러의 계약을 체결하였다.

## 수상 경력
- 내셔널 리그 골드글러브 포수부문 2회 (2017년, 2020년)

## 연도별 타격 성적
| 연 도  | 소 속 | 경 기 | 타 석 | 타 수 | 득 점 | 안 타 | 2 루 타 | 3 루 타 | 홈 런 | 루 타 | 타 점 | 도 루 | 도 루 자 | 희 생 번 | 희 생 플 | 볼 넷 | 고 4 | 사 구 | 삼 진 | 병 살 타 | 타 율 | 출 루 율 | 장 타 율 | O P S |
| ------ | ----- | ----- | ----- | ----- | ----- | ----- | ------- | ------- | ----- | ----- | ----- | ----- | -------- | -------- | -------- | ----- | ---- | ----- | ----- | -------- | ----- | -------- | -------- | ----- |
| 2014년 | CIN   | 21    | 60    | 54    | 3     | 10    | 0       | 0       | 1     | 13    | 1     | 0     | 0        | 2        | 0        | 4     | 1    | 0     | 10    | 0        | .185  | .241     | .241     | .482  |
| 2015년 | CIN   | 81    | 274   | 242   | 23    | 61    | 9       | 0       | 3     | 79    | 18    | 0     | 1        | 2        | 3        | 25    | 5    | 2     | 45    | 10       | .252  | .324     | .326     | .650  |
| 2016년 | CIN   | 115   | 420   | 377   | 34    | 97    | 23      | 1       | 7     | 143   | 51    | 1     | 0        | 2        | 3        | 36    | 8    | 2     | 72    | 12       | .257  | .323     | .379     | 0.702 |
| 2017년 | CIN   | 121   | 423   | 370   | 26    | 100   | 24      | 2       | 7     | 149   | 44    | 4     | 0        | 5        | 3        | 42    | 11   | 3     | 68    | 12       | .270  | .347     | .403     | 0.750 |
| 2018년 | CIN   | 138   | 522   | 460   | 50    | 114   | 21      | 3       | 10    | 171   | 46    | 0     | 4        | 3        | 3        | 54    | 2    | 2     | 96    | 13       | .248  | .328     | .372     | 0.699 |
| 2019년 | CIN   | 114   | 364   | 316   | 32    | 73    | 14      | 0       | 11    | 120   | 40    | 1     | 0        | 1        | 1        | 44    | 7    | 2     | 83    | 5        | .231  | .328     | .380     | 0.708 |
| 2020년 | CIN   | 38    | 110   | 98    | 10    | 20    | 3       | 0       | 5     | 38    | 13    | 0     | 0        | 0        | 0        | 12    | 0    | 0     | 28    | 2        | .204  | .291     | .388     | .679  |
| 2021년 | CIN   | 116   | 388   | 348   | 41    | 86    | 21      | 0       | 7     | 128   | 48    | 0     | 0        | 0        | 3        | 29    | 1    | 8     | 100   | 8        | .247  | .317     | .368     | .685  |
| 2022년 | DET   | 94    | 308   | 281   | 16    | 62    | 10      | 0       | 1     | 75    | 16    | 0     | 0        | 1        | 0        | 25    | 0    | 1     | 74    | 7        | .221  | .287     | .267     | .554  |
| 통산   | 9시즌 | 838   | 2869  | 2546  | 235   | 623   | 125     | 6       | 52    | 916   | 277   | 6     | 5        | 16       | 16       | 271   | 35   | 20    | 576   | 69       | .245  | .320     | .360     | .680  |

- 2022년 기준, 굵은 글씨는 시즌 최고 성적.